# Vitor Roque
Vitor Hugo Roque Ferreira dit Vitor Roque, né le 28 février 2005 à Timóteo au Brésil, est un footballeur international brésilien qui évolue au poste d'avant-centre au SE Palmeiras.

## Biographie

### Cruzeiro EC (2019-2022)
Né à Timóteo au Brésil, Vitor Roque commence le football à l'América Mineiro avant d'être formé par le Cruzeiro EC, qu'il rejoint à l'âge de 14 ans.
Le 25 mai 2021, alors âgé de 16 ans, Vitor Roque signe son premier contrat professionnel avec le Cruzeiro EC.
Vitor Roque inscrit son premier but en professionnel le 20 février 2022, lors d'une rencontre de Campeonato Mineiro contre le Villa Nova AC. Il est titularisé lors de cette rencontre où les deux équipes se neutralisent (2-2 score final),.

### Atlético Paranaense (2022-2024)
Le 12 avril 2022, Vitor Roque rejoint l'Athletico Paranaense, où il signe un contrat de cinq ans. Il devient alors le plus gros transfert du club.
Vitor Roque joue son premier match sous ses nouvelles couleurs le 17 avril 2022, découvrant par la même occasion la première division brésilienne, face à l'Atlético Mineiro. Il entre en jeu à la place de Luis Manuel Orejuela et son équipe s'incline par un but à zéro. Le 28 juin 2022, il inscrit son premier but en Copa Libertadores, pour sa première apparition dans la compétition, face au Club Libertad. Titularisé ce jour-là, il ouvre le score et contribue à la victoire de son équipe (2-1 score final). Ce but fait de lui le plus jeune joueur de l'histoire de l'Athletico Paranaense à marquer un but en Copa Libertadores, à 17 ans et 120 jours.

### FC Barcelone (2024-)
Le 12 juillet 2023, le FC Barcelone annonce la signature jusqu'au 30 juin 2031 de l'attaquant brésilien qui rejoint le club espagnol en janvier 2024. Il dispute son premier match avec le FC Barcelone contre Las Palmas le 4 janvier 2024 en remplaçant Robert Lewandowski.

### SE Palmeiras
Le 28 février 2025, jour de ses 20 ans, Vitor Roque quitte définitivement le FC Barcelone. Son prêt au Betis est rompu et il fait son retour au Brésil afin de s'engager en faveur de la SE Palmeiras pour un contrat courant jusqu'en décembre 2029 contre 25 millions d'euros plus 5 de bonus,.

### En sélection
En mars 2023, Vitor Roque est convoqué pour la première fois avec l'équipe nationale du Brésil par le sélectionneur intérimaire Ramon Menezes. Il honore sa première sélection lors de ce rassemblement, le 25 mars 2023, lors d'un match amical contre le Maroc. Il entre en jeu à la place de Rodrygo et son équipe s'incline par deux buts à un,.

## Statistiques
| Saison                | Club                  | Championnat           | Championnat | Championnat | Championnat | Coupe(s) nationale(s) | Coupe(s) nationale(s) | Coupe(s) nationale(s) | Supercoupe | Supercoupe | Supercoupe | Compétition(s) continentale(s) | Compétition(s) continentale(s) | Compétition(s) continentale(s) | Compétition(s) continentale(s) | Ligue régionale | Ligue régionale | Ligue régionale | Coupe du monde des clubs | Coupe du monde des clubs | Coupe du monde des clubs | Brésil | Brésil | Brésil | Total | Total | Total |
| Saison                | Club                  | Division              | M.          | B.          | P.d.        | M.                    | B.                    | P.d.                  | M.         | B.         | P.d.       | Comp.                          | M.                             | B.                             | P.d.                           | M.              | B.              | P.d.            | M.                       | B.                       | P.d.                     | M.     | B.     | P.d.   | M.    | B.    | P.d.  |
| 2021                  | Cruzeiro EC           | Série B               | 5           | 0           | 0           | -                     | -                     | -                     | -          | -          | -          | -                              | -                              | -                              | -                              | -               | -               | -               | -                        | -                        | -                        | -      | -      | -      | 5     | 0     | 0     |
| 2022                  | Cruzeiro EC           | Série B               | 1           | 0           | 0           | 2                     | 3                     | 0                     | -          | -          | -          | -                              | -                              | -                              | -                              | 8               | 3               | 1               | -                        | -                        | -                        | -      | -      | -      | 11    | 6     | 1     |
| Sous-total            | Sous-total            | Sous-total            | 6           | 0           | 0           | 2                     | 3                     | 0                     | -          | -          | -          | -                              | -                              | -                              | -                              | 8               | 3               | 1               | -                        | -                        | -                        | -      | -      | -      | 16    | 6     | 1     |
| 2022                  | Atlético Paranaense   | Série A               | 29          | 5           | 1           | -                     | -                     | -                     | -          | -          | -          | CL                             | 7                              | 2                              | 2                              | -               | -               | -               | -                        | -                        | -                        | -      | -      | -      | 36    | 7     | 3     |
| 2023                  | Atlético Paranaense   | Série A               | 25          | 12          | 3           | 6                     | 1                     | 2                     | -          | -          | -          | CL                             | 8                              | 4                              | 1                              | 6               | 4               | 2               | -                        | -                        | -                        | 1      | 0      | 0      | 46    | 21    | 8     |
| Sous-total            | Sous-total            | Sous-total            | 54          | 17          | 4           | 6                     | 1                     | 2                     | -          | -          | -          | -                              | 15                             | 6                              | 3                              | 6               | 4               | 2               | -                        | -                        | -                        | 1      | 0      | 0      | 82    | 28    | 11    |
| 2023-2024             | FC Barcelone          | Liga                  | 14          | 2           | 0           | 2                     | 0                     | 0                     | -          | -          | -          | C1                             | -                              | -                              | -                              | -               | -               | -               | -                        | -                        | -                        | -      | -      | -      | 16    | 2     | 0     |
| 2024-2025             | FC Barcelone          | Liga                  | 0           | 0           | 0           | 0                     | 0                     | 0                     | -          | -          | -          | C1                             | -                              | -                              | -                              | -               | -               | -               | -                        | -                        | -                        | -      | -      | -      | 0     | 0     | 0     |
| Sous-total            | Sous-total            | Sous-total            | 14          | 2           | 0           | 2                     | 0                     | 0                     | -          | -          | -          | -                              | 0                              | 0                              | 0                              | 0               | 0               | 0               | -                        | -                        | -                        | 0      | 0      | 0      | 16    | 2     | 0     |
| 2024-2025             | Bétis Séville (prêt)  | Liga                  | 22          | 4           | 0           | 4                     | 3                     | 0                     | -          | -          | -          | C4                             | 7                              | 0                              | 0                              | -               | -               | -               | -                        | -                        | -                        | -      | -      | -      | 33    | 7     | 0     |
| Sous-total            | Sous-total            | Sous-total            | 22          | 4           | 0           | 4                     | 3                     | 0                     | -          | -          | -          | -                              | 7                              | 0                              | 0                              | 0               | 0               | 0               | -                        | -                        | -                        | 0      | 0      | 0      | 33    | 7     | 0     |
| 2025                  | SE Palmeiras          | Série A               | 10          | 2           | 0           | 2                     | 0                     | 0                     | -          | -          | -          | CL                             | 4                              | 1                              | 0                              | 3               | 0               | 0               | 5                        | 0                        | 0                        | 0      | 0      | 0      | 24    | 3     | 0     |
| Sous-total            | Sous-total            | Sous-total            | 10          | 2           | 0           | 2                     | 0                     | 0                     | -          | -          | -          | -                              | 4                              | 1                              | 0                              | 3               | 0               | 0               | 5                        | 0                        | 0                        | 0      | 0      | 0      | 24    | 3     | 0     |
| Total sur la carrière | Total sur la carrière | Total sur la carrière | 104         | 25          | 4           | 16                    | 7                     | 2                     | -          | -          | -          | -                              | 26                             | 7                              | 3                              | 17              | 7               | 3               | 5                        | 0                        | 0                        | 1      | 0      | 0      | 169   | 46    | 12    |